# Cuscuta flossdorfii
Cuscuta flossdorfii är en vindeväxtart som beskrevs av Cristóbal Mariá Hicken. Cuscuta flossdorfii ingår i släktet snärjor, och familjen vindeväxter.

## Underarter
Arten delas in i följande underarter:
- C. f. microstyla
- C. f. pampagrandensis
- C. f. tucumanensis